# Robert Pralgo
Robert „Rob“ Pralgo (* 4. Juni 1966 in Bronx, New York) ist ein US-amerikanischer Schauspieler.

## Leben
Den Wunsch in der Filmindustrie zu arbeiten, hatte Pralgo bereits als Kind. 1989 schloss er sein Studium an der University of Georgia mit einem Bachelor of Arts in TV- und Filmproduktion ab. Nach seinem Abschluss arbeitete er als Barkeeper, während er Schauspielkurse in Atlanta besuchte. Einige Jahre später zog er nach Los Angeles, wo er sein Handelsstudium fortsetzte. Durch erste Castings und Kontakte zu Agenturen, bekam er seine ersten Tätigkeiten in Werbung und Fernsehserien bei der Houghton Agency.
Er seit 1994 an über 140 verschiedenen Produktionen für das Fernsehen oder für die Filmindustrie mit. Neben Besetzungen in einzelnen oder wenigen Episoden diverser US-amerikanischer oder kanadischer Fernsehserien und Charakterdarstellungen in B-Movies, kann Pralgo auch Mitwirkungen in großen Filmproduktionen wie 96 Hours – Taken 3, Fast & Furious 7, Avengers: Infinity War und Avengers: Endgame vorweisen. Größere Rollen hatte er außerdem in der Fernsehserie Vampire Diaries als Mayor Lockwood.

## Filmografie (Auswahl)
- 1995: All My Children (Fernsehserie, 3 Episoden)
- 2004: Bobby Jones – Die Golflegende (Bobby Jones: Stroke of Genius)
- 2007: Prison Break  (Fernsehserie, Episode 2x19)
- 2007–2008: Army Wives (Fernsehserie, drei Episoden)
- 2009: Zwölf Runden (12 Rounds)
- 2009: Die Schein-Hochzeit (My Fake Fiancé)
- 2009: High Rise (Fernsehserie, 14 Episoden)
- 2009: Drop Dead Diva (Fernsehserie, Episode 1x01)
- 2009: Familie Jones – Zu perfekt, um wahr zu sein (The Joneses)
- 2009: Blind Side – Die große Chance (The Blind Side)
- 2009–2010: Vampire Diaries (Fernsehserie, 8 Episoden)
- 2010–2011: Teen Wolf (Fernsehserie, 4 Episoden)
- 2014: 96 Hours – Taken 3 (Taken 3)
- 2014: Kill the Messenger
- 2015: Fast & Furious 7 (Furious 7)
- 2016: Term Life – Mörderischer Wettlauf (Term Life)
- 2017: Star (Fernsehserie, 4 Episoden)
- 2017: Barry Seal: Only in America (American Made)
- 2017: Das Leuchten der Erinnerung (The Leisure Seeker)
- 2017: Der Denver-Clan (Fernsehserie, Episode 1x01)
- 2018: Homeland (Fernsehserie, Episode 7x07)
- 2018: Avengers: Infinity War
- 2019: Avengers: Endgame